# Absolute Dance opus 34
Absolute Dance opus 34, kompilation i serien Absolute Dance udgivet i 2001.

## Spor
1. Infernal – "You Receive Me" (Original Mix)
2. DJ Encore feat. Engelina – "Walking In The Sky" (DJ Encore Pop Radio Mix)
3. Vinello – "Magalenha" (Radio)
4. Örtz – "We Don't Talk" (Brother Brown Radio Edit)
5. Roger Sanchez – "Another Chance" (Radio Edit)
6. IIO – "Rapture" (Radio Edit)
7. Bomfunk MC's – "Super Electric" (Radio Edit)
8. Kosheen – "Hide U" (John Creamer & Stephanie K – Radio Edit)
9. Hypetraxx – "Paranoid" (Airplay)
10. Dance Nation – "Sunshine" (Original Vocal Radio Edit)
11. Basement Jaxx – "Just 1 Kiss" (Radio Edit)
12. Safri Duo – "Baya-Baya" (Radio Edit)
13. Primadonna – "Lucky Star" (Pastapeople Radio Mix)
14. Lasgo – "Something" (Radio Mix)
15. Faithless – "Muhammad Ali" (Radio Edit)
16. Groove Armada – "Superstylin'" (G.A. 7" Edit)
17. Simpson Tune – "Bring It Down" (Da BMR's Radio Edit)
18. De-Javu – "I Can't Stop" (New Short Radio Edit)
19. The Chemical Brothers – "It Began In Africa" (Radio Edit)
20. Rouleaux feat. Gérard Marquis- "Like A Summerbreeze" (Radio Edit)